# Herrarnas lagförföljelse i bancykling vid olympiska sommarspelen 1988
Herrarnas lagförföljelse i bancykling vid olympiska sommarspelen 1988 ägde rum den 20 september-22 september 1988 i Seoul, Sydkorea.

## Medaljörer
| Event                    | Guld                                                                               | Silver                                                              | Brons                                                                          |
| Herrarnas lagförföljelse | Sovjetunionen Viatcheslav Ekimov Artūras Kasputis Dmitry Nelyubin Gintautas Umaras | Östtyskland Carsten Wolf Steffen Blochwitz Roland Hennig Dirk Meier | Australien Scott McGrory Dean Woods Brett Dutton Wayne McCarny Stephen McGlede |

## Resultat

### Kvalificeringsomgång
| Placering | Cyklister                                                                                | Land            | Tid     | Genomsnittlig hastighet | Kvalificerad |
| --------- | ---------------------------------------------------------------------------------------- | --------------- | ------- | ----------------------- | ------------ |
| 1         | Viatcheslav Ekimov Artouras Kaspoutis Dmitri Nelubine Gintaoutas Umaras                  | Sovjetunionen   | 4:16.10 | 56.228                  | Q            |
| 2         | Brett Dutton Wayne McCarney Stephen Mcglede Dean Woods                                   | Australien      | 4:16.32 | 56.179                  | Q            |
| 3         | Herve Dagorne Pascal Lino Didier Pasgrimaud Pascal Potie                                 | Frankrike       | 4:17.19 | 55.989                  | Q            |
| 4         | Steffen Blochwitz Dirk Meier Uwe Preissler Carsten Wolf                                  | Östtyskland     | 4:17.61 | 55.898                  | Q            |
| 5         | Svatopluk Buchta Pavel Soukup Pavel Tesar Ales Treka                                     | Tjeckoslovakien | 4:20.55 | 55.267                  | Q            |
| 6         | Ryszard Dawidowicz Joachim Halupczok Andrzej Sikorski Marian Turowski                    | Polen           | 4:21.30 | 55.109                  | Q            |
| 7         | Jimmi Madsen Dan Frost Ken Frost Lars Olsen                                              | Danmark         | 4:22.37 | 54.884                  | Q            |
| 8         | Fabio Baldato Gianpaolo Grisandi David Solari Fabrizio Trezzi                            | Italien         | 4:22.64 | 54.827                  | Q            |
| 9         | Dave Lettieri Michael McCarthy Leonard Nitz Carl Sundquist                               | USA             | 4:22.96 | 54.761                  |              |
| 10        | Thomas Duerst Matthias Lange Uwe Nepp Michael Rich                                       | Västtyskland    | 4:23.10 | 54.732                  |              |
| 11        | Bernardo Gonzalez Xabier Isasa Jose Antonio Martiarena Agustin Sebastia                  | Spanien         | 4:24.90 | 54.360                  |              |
| 12        | Marcel Beumer Erik Cent Leo Peelen Mario Van Baarle                                      | Nederländerna   | 4:25.67 | 54.202                  |              |
| 13        | Christopher Boardman Robert Coull Simon Lillistone Glen Sword                            | Storbritannien  | 4:25.87 | 54.161                  |              |
| 14        | Craig Connell Nigel Donnelly Andrew Whitford Stuart Williams                             | Nya Zeeland     | 4:26.13 | 54.108                  |              |
| 15        | Koichi Azuma Fumiharu Miyamoto Kazuaki Sasaki Kazuo Takikawa                             | Japan           | 4:28.50 | 53.631                  |              |
| 16        | Roland Koenigshofer Hans Lienhart Kurt Schmied Franz Stocher                             | Österrike       | 4:28.50 | 53.603                  |              |
| 17        | Gabriel Ovidio Curuchet Jorge-Alberto Gaday Sergio-Alberto Llamazares Rvben Darid Priede | Argentina       | 4:29.90 | 53.353                  |              |
| 18        | An Woo-Hyok Chung Jum-Sik Kim Yong-Kyu Park Min-Soo                                      | Sydkorea        | 4:34.55 | 52.449                  |              |
| 19        | Clovis Anderson Paulo Jamur Fernando Louro Antonio Silvestre                             | Brasilien       | 4:38.21 | 51.759                  |              |

### Kvartsfinaler
Heat 1
| Placering | Land            | Tid     | Genomsnittlig hastighet | Kvalificering |
| --------- | --------------- | ------- | ----------------------- | ------------- |
| 1         | Östtyskland     | 4:14.45 | 56.592                  | Q             |
| 2         | Tjeckoslovakien | 4:19.05 | 55.587                  |               |

Heat 2
| Placering | Land      | Tid     | Genomsnittlig hastighet | Kvalificering |
| --------- | --------- | ------- | ----------------------- | ------------- |
| 1         | Frankrike | 4:17.70 | 55.878                  | Q             |
| 2         | Polen     | 4:22.50 | 54.857                  |               |

Heat 3
| Placering | Land       | Tid     | Genomsnittlig hastighet | Kvalificering |
| --------- | ---------- | ------- | ----------------------- | ------------- |
| 1         | Australien | 4:17.14 | 56.000                  | Q             |
| 2         | Danmark    | 4:25.30 | 54.278                  |               |

Heat 4
| Placering | Land          | Tid     | Genomsnittlig hastighet | Kvalificering |
| --------- | ------------- | ------- | ----------------------- | ------------- |
| 1         | Sovjetunionen | 4:14.22 | 56.643                  | Q             |
| 2         | Italien       | 4:20.90 | 55.193                  |               |

### Semifinaler
Heat 1
| Placering | Land        | Tid     | Genomsnittlig hastighet | Kvalificering |
| --------- | ----------- | ------- | ----------------------- | ------------- |
| 1         | Östtyskland | 4:20.65 | 55.246                  | Q             |
| 2         | Australien  | 4:27.57 | 53.817                  |               |

Heat 2
| Placering | Land          | Tid     | Genomsnittlig hastighet | Kvalificering |
| --------- | ------------- | ------- | ----------------------- | ------------- |
| 1         | Sovjetunionen | 4:20.17 | 55.348                  | Q             |
| 2         | Frankrike     | 4:29.49 | 53.434                  |               |

### Final
| Placering | Land          | Tid     | Genomsnittlig hastighet |
| --------- | ------------- | ------- | ----------------------- |
| 1         | Sovjetunionen | 4:13.31 | 56.847                  |
| 2         | Östtyskland   | 4:14.09 | 56.672                  |